# Argayo del Sil
Argayo del Sil (o simplemente Argayo) es una localidad del municipio de Páramo del Sil, en la comarca de El Bierzo, en la provincia de León, Comunidad Autónoma de Castilla y León (España).

## Situación
Se encuentra al 44 kilómetros al N de Ponferrada.
Cercanos a esta localidad se encuentran los lugares de:
- Anllarinos del Sil
- Fabero
- Lillo del Bierzo
- Páramo del Sil
- Sorbeda del Sil

## Evolución demográfica
| 2000 | 2001 | 2002 | 2003 | 2004 | 2005 | 2006 | 2007 | 2008 | 2009 | 2010 | 2011 |
| 120  | 117  | 114  | 114  | 107  | 103  | 98   | 101  | 101  | 109  | 104  | 102  |

- Datos: Q5703581